# アンテフ1世
アンテフ1世（Intef I）は、テーベの支配者であり、エジプト第1中間期のエジプト第11王朝の最初のファラオである。ホルス名はセヘルタウイ（「2つの国を平定した者」）という。
アンテフ1世はメンチュヘテプ1世の息子であり、第10王朝のヘラクレオポリス・マグナの領主たちやアンクティフィら、多くの州知事と権威を争った。王位を継承すると、アンテフ1世は首都の周りの領域を治めたに過ぎなかったが、治世の晩年にはコプトス、デンデラやヒエラコンポリスの3つの州も支配した。
トリノ王名表ではメンチュヘテプ1世と合わせて記載されているため彼の治世の長さは分かっていないが、16年未満であることが分かっている。弟のアンテフ2世が後を継いだ。